# Pedrengo
Pedrengo – miejscowość i gmina we Włoszech, w regionie Lombardia, w prowincji Bergamo.
Według danych na styczeń 2009 gminę zamieszkiwały 5622 osoby przy gęstości zaludnienia 1584 os./1 km².